# Ниобат натрия
Ниобат натрия — неорганическое соединение,
соль натрия и ниобиевой кислоты кислоты с формулой NaNbO3,
кристаллы,
не растворяется в воде.

## Получение
- В природе встречается минерал луешит — NaNbO3 с примесями [1].
- Сплавление стехиометрических количеств карбоната натрия и оксида ниобия:

{\displaystyle {\mathsf {Na_{2}CO_{3}+Nb_{2}O_{5}\ {\xrightarrow {1422^{o}C}}\ 2NaNbO_{3}+CO_{2}\uparrow }}}

## Физические свойства
Ниобат натрия образует кристаллы нескольких модификаций:
- моноклинная сингония, пространственная группа P 21/m, параметры ячейки a = 0,780 нм, b = 0,780 нм, c = 0,780 нм, β = 90°, Z = 8;
- ромбическая сингония, пространственная группа P 2212, параметры ячейки a = 0,55682 нм, b = 1,55180 нм, c = 0,55052 нм, Z = 8;
- тетрагональная сингония, пространственная группа P 4/mmb, параметры ячейки a = 0,7856 нм, c = 1,5712 нм, существует при температурах  575÷640°С;
- кубическая сингония, пространственная группа P m3m, параметры ячейки a = 0,3897 нм, Z = 1, существует при температурах выше 640°С.

Не растворяется в воде.

## Химические свойства
- Известно большое количество ниобатов натрия другого состава, например 3Na2O•Nb2O5, Na2O•13Nb2O5, Na2O•2Nb2O5.